# رالف "بريغهام" يونغ
رالف «بريغهام» يونغ هو سياسي أمريكي، ولد في 22 أغسطس 1898 في Wilkinsburg, Pennsylvania ‏ في الولايات المتحدة، وتوفي في 13 يونيو 1967 في كلي إلوم في الولايات المتحدة. انتخب عضو مجلس نواب واشنطن ‏.